# 小澤俊夫
小澤 俊夫（おざわ としお、1930年4月16日 - ）は、日本のドイツ文学者、昔話研究者。筑波大学名誉教授。有限会社小澤昔ばなし研究所・社長。

## 人物
弟は世界的な指揮者小澤征爾で、息子は歌手の小沢健二。
日本から中国に宣撫官として赴任した父に母も帯同し、満洲で生まれた。小さい頃に火傷を負い、それが原因でいじめを受ける。
ドイツのメルヒェンと呼ばれる口承伝承による昔話の研究が特に専門で、文学研究から民俗学にまたがる分野で幅広い研究を行っている。1998年、川崎市の自宅に「小澤昔ばなし研究所」を設立、昔話、メルヒェンの選集を多数出版している。
「子どもの本・九条の会」代表団員を務め、
「たま九条の会」の呼びかけ人でもある。
「リベラル21」で「メール通信 昔あったづもな」を不定期連載。

## 略歴
- 1930年：中国・長春で生まれる[4]。
- 東京府立第二中学校（現：東京都立立川高等学校）在学中に勤労動員を経験し、東京第二陸軍造兵廠多摩製造所に配属された[5]。
- 神奈川県立小田原高等学校卒業。茨城大学文理学部入学。東北大学文学部に3年次編入し、ドイツ文学を学ぶ[6][7]。
- 1956年：東北大学大学院文学研究科修士課程を修了し、東北薬科大学（現：東北医科薬科大学）の講師となる。
- 1963年：日本女子大学助教授となる。のち教授に昇任。
- 1981年：筑波大学教授に就任。
- 1990年：筑波大学副学長に就任。
- 1994年：筑波大学を定年退官し、名誉教授、白百合女子大学教授。
- 2000年：退職。

## 親族関係
父は戦前の満洲で活躍した歯科医師で民族主義者の小澤開作。
弟・征爾は世界的に有名な指揮者である。兄・克己は彫刻家。末弟・幹雄は俳優。
妻・牧子との間に2男。次男はミュージシャンの小沢健二、長男はキヤノン勤務。
牧子夫人は下河辺牧場の創業者・下河辺孫一の次女。孫一の父・下河辺建二は日本鉱業（後のジャパンエナジー、現・ENEOS）の社長や日産農林工業（現・兼松サステック）の会長等を歴任した実業家で、牧子の叔父・下河辺三史は日製産業（現・日立ハイテク）の社長を務めたことで知られている。また、牧子の叔母・やさは山下汽船（現・商船三井）常務や山栄船舶社長等を歴任した漆野寿一に嫁ぎ、1男1女をもうけた。なお、下河辺三史は芦田均の娘婿なので、小沢家は下河辺家を通じて芦田家と姻戚関係で結ばれているといえる。
姪の征良（征爾の長女）は小説家でエッセイスト。甥（征良の弟）の征悦は俳優。

## 著書

### 単著
- 『世界の民話 25 解説編』（ぎょうせい） 1978
- 『世界の民話 ひとと動物との婚姻譚』（中公新書） 1979
  - 『昔話のコスモロジー』（講談社学術文庫） 1994
  - 『小澤俊夫の昔話講座 3「昔話のコスモロジー - ひとと動物との婚姻譚」』復刻版（三角商事） 2014
- 『昔ばなしとは何か』（大和書房） 1983、のち福武文庫 1990
- 『猿むこ入りと悪魔のズボン 昔ばなし入門』（光村図書） 1985
- 『素顔の白雪姫 グリム童話の成り立ちをさぐる』（小峰書店） 1990
  - 『グリム童話考』（講談社学術文庫） 1999
  - 『小澤俊夫の昔話講座 2「グリム童話考」』復刻版（小澤昔ばなし研究所） 2013
- 『グリム童話の誕生 聞くメルヒェンから読むメルヒェンへ』（朝日選書） 1992
- 『「グリム童話」を読む』（岩波書店、岩波セミナーブックス） 1996
- 『昔話が語る子どもの姿』（古今社） 1998
- 『昔話の語法』（福音館書店） 1999
- 『働くお父さんの昔話入門 生きることの真実を語る』（日本経済新聞社） 2002
- 『ろばの子 - 昔話からのメッセージ』（小澤昔ばなし研究所） 2007
- 『小澤俊夫の昔話講座 - 入門編『こんにちは、昔話です』』（小澤昔ばなし研究所） 2009
- 『昔ばなし大学ハンドブック』（読書サポート） 2016
- 『ときを紡ぐ 昔話をもとめて』上・下（小澤昔ばなし研究所） 2017 - 2018 - 回想記
- 『日本を見つめる』（小澤昔ばなし研究所） 2018

### 共著・編著
- 『日本人と民話』（ぎょうせい） 1976
- 「日本昔話通観」全29巻（稲田浩二と責任編集、同朋舎） 1977 - 1989　  
  1. 『北海道(アイヌ民族)』
  2. 『青森』
  3. 『岩手』
  4. 『宮城』
  5. 『秋田』
  6. 『山形』
  7. 『福島』
  8. 『栃木・群馬』
  9. 『茨城・埼玉・千葉・東京・神奈川』
  10. 『新潟』
  11. 『富山・石川・福井』
  12. 『山梨・長野』
  13. 『岐阜・静岡・愛知』
  14. 『京都』
  15. 『三重・滋賀・大阪・奈良・和歌山』
  16. 『兵庫』
  17. 『鳥取』
  18. 『島根』
  19. 『岡山』
  20. 『広島・山口』
  21. 『徳島・香川』
  22. 『愛媛・高知』
  23. 『福岡・佐賀・大分』
  24. 『長崎・熊本・宮崎』
  25. 『鹿児島』
  26. 『沖縄』
  27. 『補遺』
  28. 『昔話タイプ・インデックス』
  29. 『総合索引』
- 『ドイツ文学史 ドイツの伝承文学・民衆文学史』（放送大学） 1994.3
- 『グリム幻想紀行 童話のふるさとを訪ねて』（田中安男共著、求竜堂） 1994.6
- 『昔話入門』（ぎょうせい） 1997
- 『小澤征爾、兄弟と語る 音楽、人間、ほんとうのこと』（小澤征爾, 小澤幹雄共著、岩波書店） 2022

### 再話
おざわとしお名義で
- 「日本傑作絵本」シリーズ（福音館書店）
  - 『かちかちやま』 1988
  - 『うまかたやまんば』 1988
  - 『みるなのくら』 1989
- 「子どもとよむ日本の昔ばなし」（くもん出版）
  - 『へっこきよめさん』 2005
  - 『さるかにかっせん』 2005
  - 『いっすんぼうし』 2005
  - 『ねずみのすもう』 2005
  - 『三まいのおふだ』 2005
  - 『花さかじい』 2005
  - 『こぶとりじい』 2005
  - 『かさじぞう』 2005
  - 『したきりすずめ』 2005
  - 『おむすびまてまて』 2005
  - 『えんまさまのしっぱい』 2005
- 「日本昔ばなし」（くもん出版）
  - 『ねずみのよめいり』 2007
  - 『三まいのおふだ』 2007
  - 『うらしまたろう』 2016

## 翻訳
- 『ヨーロッパの昔話』（マックス・リュティ、岩崎美術社） 1969、新装版 1995、のち岩波文庫 2017
- 「世界の民話」（ぎょうせい）
  - 1『ドイツ・スイス』 1976　
  - 10『アジア2』 1977　
  - 13『地中海』 1978
  - 20『コーカサス』 1978　
  - 21『モンゴル・シベリア』 1978　
  - 22『インドネシア・ベトナム』 1979
- 『流刑の神々・精霊物語』（ハインリヒ・ハイネ、岩波文庫） 1980
- 「世界のメルヒェン図書館」（ぎょうせい）
  1. 『風にのったヤン=フェッテグラーフ グリム兄弟の知らなかったはなし』 1981.5
  2. 『巨人シュトンペ=ピルト 北ヨーロッパのはなし』 1981.4
  3. 『ヘビの王のおくりもの バルカンのはなし 』 1981.6
  4. 『山のグートブラント アルプス地方のはなし』 1981.7
  5. 『火の馬 ソビエト南部のはなし』 1981.8
  6. 『美しいヒアビーナ ジプシーのはなし』 1981.11
  7. 『パトモスの魔女 ギリシア諸島のはなし』 1981.11
  8. 『コロモドモ アフリカのはなし』 1981.12
  9. 『ナザルの遺言 アラブのはなし』 1981.10
  10. 『クマ男 アメリカインディアンのはなし』 1982.1
  11. 『お月さまのバル オセアニアのはなし』 1982.2
  12. 『ランパスクじいさんの孫 アジアのはなし』1982.3
- 『小さな魔法つかい』（ジーナ・ルック-パオケ、ポプラ社、ポプラ社の世界こどもの本） 1982.7
- 『小さな郵便屋さん』(ジーナ・ルック・パオケ、ポプラ社、ポプラ社の世界こどもの本） 1983.4
- 『半分人間 ギリシアの昔ばなし』(小峰書店） 1983.6
- 『完訳グリム童話 子どもと家庭のメルヒェン集』(ぎょうせい） 1985.1
- 『昔話 その美学と人間像』（リュティ、岩波書店） 1985
- 『ハーメルンのふえふき ドイツの伝説』（偕成社） 1985.12
- 「世界の民話」（全巻の編集を担当、ぎょうせい）
  - 26『オランダ・ベルギー』 1986.3
  - 37『シベリア東部』 1987.6
- 「自叙伝」（ヤーコプ・グリム、国書刊行会、『ドイツ・ロマン派全集15』） 1989
- 『グリム兄弟のメルヒェン』(ハインツ・レレケ、岩波書店） 1990
- 『ねずみのフィリップ ぼくがサンタクロースだったらね』(ノーベルト・ランダ、講談社） 1996.11
- 『赤いおおかみ』（フリードリッヒ・カール・ヴェヒター、古今社） 2001.12

## 出演

### テレビ
- 爆笑問題のニッポンの教養 FILE123:「白雪姫は死ぬのがお好き?」（2010年10月5日、NHK総合）
- はじめまして一番遠い親戚さん（2022年1月2日）

### ラジオ出演
- 小澤俊夫 昔話へのご招待（2009年8月7日 -、エフエム福岡）